# 文咸從男爵
文咸從男爵（Bonham Baronets），屬於聯合王國從男爵爵位，於1852年11月27日授予第三任港督文咸爵士。頭銜全稱為威爾特郡馬姆斯伯里的文咸從男爵（Bonham Baronets, of Malmesbury, Wiltshire）。
文咸於1863年逝世後，從男爵爵位由其獨子喬治·法蘭西斯所繼承，喬治·法蘭西斯曾先後在1900年至1903年以及在1905年至1909年任英國駐塞爾維亞及瑞士特使及特命全權公使。喬治·法蘭西斯身後，爵位由其次子埃里克·亨利繼承。埃里克·亨利曾在蘇格蘭衛隊任職少校，亦曾於皇室家庭任職。埃里克·亨利在1937年死後，爵位復由其子安東尼繼承，安東尼亦曾在蘇格蘭衛隊任少校，也曾獲委為告羅士打郡副郡尉。
安東尼在2009年逝世後，爵士由他的長子馬田繼承。

## 文咸從男爵 （1852年）
- 塞繆爾·喬治·文咸爵士，第一代從男爵 （1803年9月7日—1863年10月8日）
- 喬治·法蘭西斯·文咸爵士，第二代從男爵 （1847年8月28日—1927年7月31日）
- 埃里克·亨利·文咸爵士，第三代從男爵 （1875年7月3日—1937年11月14日）
- 安東尼·萊昂內爾·托馬斯·文咸爵士，第四代從男爵 （1916年10月21日—2009年10月5日）
- 喬治·馬田·安東尼·文咸爵士，第五代從男爵 （1945年2月18日—）